# Partito Liberale di Macedonia
Il Partito Liberale di Macedonia (in macedone: Liberalna partija na Makedonija; Либерална партија на Македонија) è un partito politico di orientamento liberale fondato nella Repubblica di Macedonia nel 1999.
Si è affermato in seguito ad una scissione dal Partito Liberal-Democratico.
Il suo leader è Ivon Velickovski.